# Schönsee
Schönsee település Németországban, azon belül Bajorországban. Lakosainak száma 2360 fő (2023. december 31.). Schönsee Bělá nad Radbuzou, Stadlern, Winklarn és Weiding községekkel határos.

## Népesség
A település népessége az elmúlt években az alábbi módon változott:
| Lakosok száma | 1452 | 1672 | 2753 | 2697 | 2532 | 2493 | 2446 | 2471 | 2375 | 2360 |
|               | 1875 | 1950 | 1975 | 1987 | 2012 | 2014 | 2016 | 2017 | 2021 | 2023 |